# Entimema
L'entimema (dal greco ἐνθύμημα), detto anche sillogismo retorico, è definito nella Retorica di Aristotele come un'argomentazione in forma di sillogismo nella quale una delle premesse non è certa ma solo probabile: esso non ha dunque scopo dimostrativo ma persuasivo.
In genere si fa riferimento a un entimema anche quando si ha un sillogismo incompleto o ellittico, nel quale una o più premesse sono volutamente sottintese, perché già di per sé note; sarebbe quindi superfluo citarle. La definizione di entimema come sillogismo ellittico è comunque attestata solo a partire da Quintiliano.
Stando ad Aristotele (Retorica, II.23), l'entimema può essere:
- dimostrativo, in quanto trae conclusioni da "premesse sulle quali esiste accordo";
- confutativo, in quanto trae conclusioni "non accolte dall'avversario".

Esiste un'ulteriore categoria, quella degli entimemi apparenti o erismi.
La Logica di Port-Royal definisce l'enthymème come un sillogismo «perfetto nello spirito, ma imperfetto nell'espressione».
Esempio:
È italiano, dunque ha buon gusto.  (premessa maggiore sottintesa: «Tutti gli italiani hanno buon gusto»; affermazione probabile ma non certa)

## Entimemi visivi
Un altro tipo di entimema è l'entimema visivo. Gli studiosi hanno sostenuto che le parole non sono l'unica forma di espressione che può essere compresa per formare argomenti entimemi. Le immagini possono anche funzionare come entimemi perché richiedono al pubblico di aiutare a costruire il loro significato.

## Critica
Carol Poster ha sostenuto che la nostra comprensione dell'entimema si sia evoluta nel tempo e non sia più rappresentativa dell'entimema come originariamente concepito da Aristotele. Ciò è vero per l'entimema visivo, concepito solo all'inizio del XXI secolo e può anche essere vero per l'entimema come sillogismo troncato; questa interpretazione successiva dell'entimema fu inventata da retorici britannici come Richard Whately nel diciottesimo secolo.